# Südschleswig

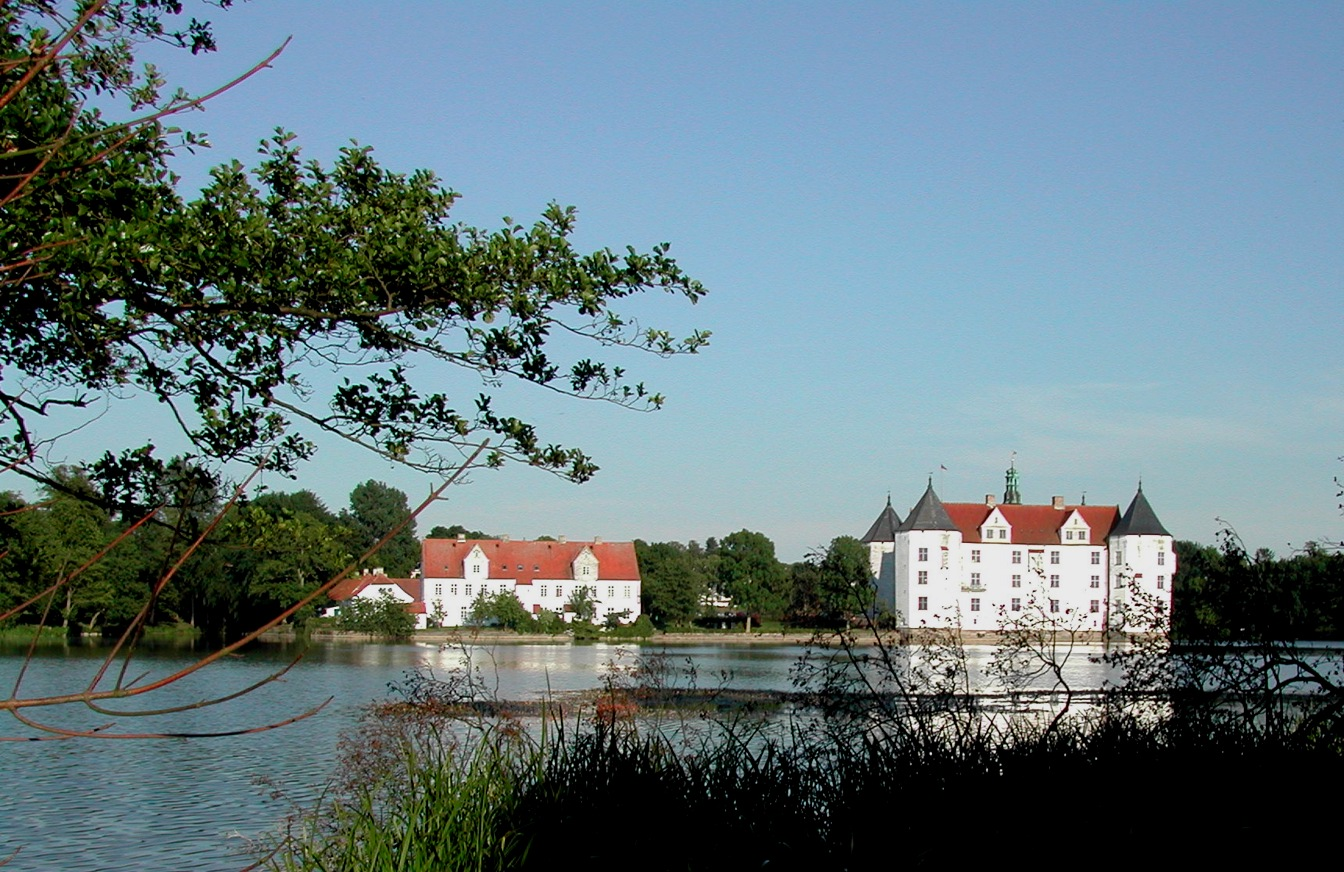
Glücksburger Schloss

Südschleswig (dänisch: Sydslesvig) bezeichnet den heute deutschen Teil des ehemaligen Herzogtums Schleswig.
Als die nördlichste Landschaft Deutschlands erstreckt sich die Region von der Eider und dem östlichen Teil des Nord-Ostsee-Kanals im Süden bis zur deutsch-dänischen Grenze im Norden. Der Begriff Südschleswig wird vorwiegend seitens der dänischen Minderheit bzw. im geschichtlichen Kontext des Herzogtums Schleswig, heute durch die deutsch-dänische Grenze in Süd- und Nordschleswig geteilt, verwendet. Ansonsten spricht man meist von Schleswig oder dem Landesteil Schleswig innerhalb Schleswig-Holsteins. Es umfasst eine Fläche von rund 5300 km².
Nord- und Südschleswig machen zusammen etwa das südliche Drittel Jütlands aus.

## Geografie

Südschleswig als nördlicher Teil des Bundeslandes Schleswig-Holstein

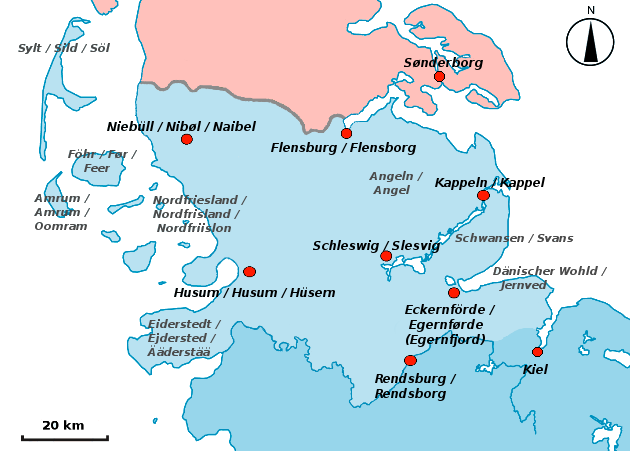
Karte Südschleswigs mit mehrsprachigen Ortsbezeichnungen (deutsch/dänisch/nordfriesisch)

Die Jütische Halbinsel mit Nord- und Südschleswig sowie Holstein

Der Landesteil Schleswig erstreckt sich vom Unter- und Mittellauf der Eider und der Kieler Bucht bis zur Flensburger Förde. Südschleswig bzw. der Landesteil Schleswig stellt keine administrative Einheit dar, sondern besteht aus den Kreisen Schleswig-Flensburg und Nordfriesland, der kreisfreien Stadt Flensburg sowie dem Nordteil des Kreises Rendsburg-Eckernförde.
Die Zugehörigkeit der Stadt Rendsburg, die ursprünglich auf einer Insel der Eider lag und sich heute auf beiden Ufern ausbreitet, zu Schleswig oder Holstein ist seit dem 13. Jahrhundert umstritten.
An der Ostseeküste liegen die fruchtbaren Landschaften Angeln (zwischen Flensburger Förde und Schlei), Schwansen (zwischen Schlei und Eckernförder Bucht) und Dänischer Wohld (zwischen Eckernförder Bucht und Kieler Förde).
Zur historischen Landschaft der Friesen, die etwas kleiner als der heutige Kreis Nordfriesland war, gehören an der Westküste die Halbinsel Eiderstedt, die nordfriesischen Inseln (früher Uthlande) Sylt, Föhr, Amrum, Pellworm und Nordstrand sowie kleinere Halligen und die Küstenlandschaft dahinter. Die dünner besiedelte Schleswigsche Geest im Landesinneren stellt ein nicht genau abgegrenztes Gebiet dar. Im Süden liegt zwischen den Flüssen Eider und Treene die Landschaft Stapelholm, weiter östlich der Naturpark Hüttener Berge, ganz im Süden die Hohner Harde, deren heutige Grenze als Amt leicht von der ursprünglichen, d. h. dem Fluss Eider, abweicht.
Historischer Hauptort ist die Stadt Schleswig, die bis 1945 auch Hauptstadt der Provinz Schleswig-Holstein war und heute Sitz des Oberlandesgerichts, des Schleswig-Holsteinischen Landesverfassungsgerichts und Landessozialgerichts sowie des Oberverwaltungsgerichts ist. Heute hat jedoch das einwohnerstärkere Flensburg die Rolle als Oberzentrum übernommen.

## Sprachen
Südschleswig hat eine außergewöhnliche Sprachenvielfalt und Mehrsprachigkeit, was durch mehrere Faktoren zu erklären ist: Die historische deutsch-dänische Sprachgrenze, die Präsenz zweier der vier nationalen Minderheiten Deutschlands (Nordfriesen und dänische Südschleswiger), sowie die beiden Varianten der deutschen Sprache (Niederdeutsch und Hochdeutsch). Alltags- bzw. Muttersprache(n) und Bekenntnis zu nationaler Zugehörigkeit fallen nicht immer zusammen, was auch historisch zu belegen ist.
Im Landesteil Schleswig wird neben Hochdeutsch auch Niederdeutsch, Dänisch (das auf Standarddänisch anlehnende Sydslesvigdansk sowie der Dialekt Südjütisch (Sønderjysk)) und Nordfriesisch (in mehreren Dialekten) gesprochen, daneben außerdem noch die deutsch-dänische Mischsprache Petuh und das hochdeutsch-plattdeutsche Missingsch.
Südjütisch (Sønderjysk), ein dänischer Dialekt, wird in Südschleswig als Stammsprache heute noch in grenznahen Orten gesprochen. In Schwansen, Angeln und auf der südlichen Geest (Viöler Dänisch) ist dieser Dialekt ausgestorben. Heute kommen Sprecher dieses Dialekts in Südschleswig auch aus Nordschleswig, wo er sowohl von der dänischen Mehrheitsbevölkerung als auch von der deutschen Minderheit noch gesprochen wird.

### Sprachgrenze und Sprachwechsel
Die Goldhörner von Gallehus bei Tondern von der germanischen Eisenzeit (etwa 400 n. Chr.) besitzen eine Runeninschrift, die nicht klar als West- oder Nordgermanisch eingestuft werden kann, da die Sprachzweige zu dieser Zeit noch nicht weit gespalten waren. In historischer Zeit, einige Jahrhundert später, verlief jedoch durch Südschleswig immer die Sprachgrenze zwischen Westgermanisch (Niedersächsisch/Deutsch) und Nordgermanisch (Jütisch/Dänisch). Seit etwa 800 kam auch Friesisch hinzu, durch die Besiedlung von Friesen an der Westküste (Uthlande). Die deutsch-dänische Sprachgrenze verlief südlich von Husum und dem Danewerk bis Eckernförde, was von den Ortsnamen deutlich ist.
Schriften aus Flensburg waren noch bis etwa 1400 auf Dänisch; danach wurde die Stadt eine niederdeutsche Sprachinsel, die wohl aber wegen Kontakten mit dem südjütischen Umland auch zweisprachig war.

#### Reformation
Im Mittelalter wurden die Priester beim Domkapitel zu Schleswig auf Latein und Niederdeutsch ausgebildet, beim Kollegiatkapitel zu Hadersleben auf Latein und Dänisch. Bei der Messe wurde die Liturgie auf Latein abgewickelt, aber es wurde in der Volkssprache gepredigt. Wegen der Zugehörigkeit zum Domkapitel Schleswig gewann die niederdeutsche Sprache aber südlich einer Linie etwa Tondern-Apenrade Einfluss.
Die Reformation brach 1517 mit Martin Luthers Thesen aus. Ins skandinavische Raum verbreitete sie sich zunächst über das Herzogtum Schleswig, wo Hadersleben schon in den 1520er Jahren reformiert wurde. Nach der Reformation ganz Dänemark-Norwegens im Jahre 1536 ließ Christian III eine Kirchenordonnanz erarbeiten. Die schleswig-holsteinische Ritterschaft forderte jedoch eine eigene Ordonnanz für die beiden Herzogtümer, die 1542 von Luthers Mitarbeiter Johannes Bugenhagen erarbeitet wurde. Das Dogma der Reformation, den Kirchendienst auf die Volkssprachen umzustellen, wurde hier überwiegend als die Sprache der Landesherren interpretiert. Die kirchliche Sprachgrenze wurde leicht nach Süden verschoben und folgte nach der Reformation ungefähr die heutige Staatsgrenze. Wegen Haderslebens Position als kirchliches Zentrum wurde die dänische Sprache nördlich dieser Linie gestärkt.
Südlich davon wurde im Laufe des 17. Jahrhunderts die niederdeutsche Sprache in den Kirchen vom Hochdeutschen ersetzt, wobei der größte Teil Südschleswigs noch wie vor dänisch- bzw. friesischsprachig war. Im 18. Jahrhundert schlug der Pietismus in Nordschleswig durch, was die dänische kulturelle Anbindung Nordschleswigs noch verstärkte. In Südschleswig konnten solche kirchlichen Laienbewegungen sich wegen der Spaltung zwischen Kirchen- und Volkssprache nicht durchsetzen.
Das 1544–1773 bestehende Fürstenhaus Gottorf spielte eine Rolle für die Bildung einer deutsch orientierten Oberschicht. Obwohl territorial zersplittert und dem dänischen König untergeordnet, handelten die Gottorfer Herzöge weitgehend autonom, sahen sich im Gegensatz zur dänischen Königsmacht und pflegten auf dem Schloss Gottorf ein reges Kulturleben, das gen Süden ausgerichtet war. Herzog Friedrich III von Gottorf gründete 1621 Friedrichstadt. Hier und auf der Insel Pellworm siedelten sich auch Niederländer an.

#### Sprachkampf im 19. Jahrhundert

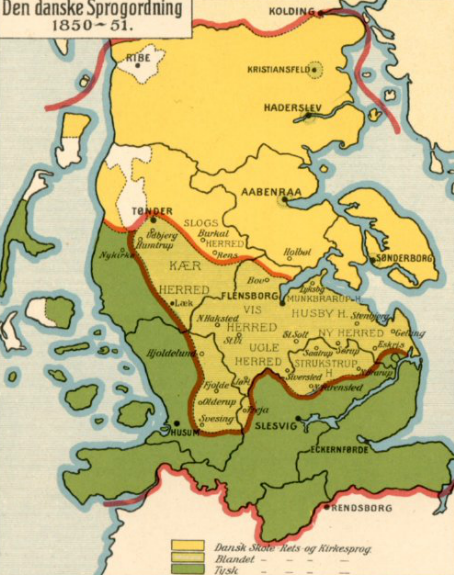
Geltungsbereiche der Sprachreskripte von 1851 im Herzogtum Schleswig. Gelb: Dänische Schul-, Kirchen- und Gerichtssprache; braungelb: Deutsch/Dänisch gemischt; grün: Deutsch.

1810 hatte König Friedrich VI verordnet, dass die Schul- und Kirchsprachen im Herzogtum Schleswig der lokalen Volkssprachen folgen sollte. Die tatsächliche Umsetzung dieser Verordnung scheiterte am Widerstand der deutschsprachigen Beamten der schleswig-holsteinischen Kanzlei. 1814 wurde die allgemeine Schulpflicht im dänischen Gesamtstaat eingeführt. Die dänische Kirchensprache in Nordschleswig galt weiterhin auch als Schulsprache, während in Südschleswig deutsche Kirchen- und Schulsprache galten. Die Grenze dazwischen verlief etwa entlang der heutigen Staatsgrenze. Die volkssprachliche Grenze verlief noch viel südlicher.
Der Sprachwechsel von Jütisch zu Niederdeutsch erfolgte in Schwansen vom späten 18. Jahrhundert bis etwa 1830.
In Angeln erfolgte der Wechsel vom Angeldänischen über mehrere Generationen etwa 1820–1900, zunächst in den Dörfern an der Schlei und zuletzt in Fischerdörfern an der Flensburger Förde. Niederdeutsch war vermutlich schon längere Zeit als Behelfssprache verbreitet. Weil die oberen Schichten der Landbevölkerung bewusst zum Nieder- und Hochdeutschen wechselten, gaben auch die niedrigeren Bevölkerungsschichten die angestammte südjütische Muttersprache auf. Der Sprachwechsel wurde insbesondere vom Nationalismus befeuert (Schleswigholsteinismus).
Nach dem Sieg der dänischen Staatsmacht im Bürgerkrieg 1848–50 (die schleswig-holsteinische Erhebung) erließ die Regierung die sogenannten Sprachreskripte, eine Neuordnung der amtlichen Sprachen im Herzogtum Schleswig. Demnach sollte die Schul- und Gerichtssprache der Volkssprache folgen; die Kirchensprache sollte in Mittelschleswig gemischt sein (jeden zweiten Sonntag auf jeweils Deutsch bzw. Dänisch). Im südlichsten Schleswig sowie an der Westküste galt in allen Bereichen weiterhin nur die deutsche Sprache. Überlegungen zu einem offiziellen Status des Friesischen scheiterten schon daran, dass es noch keine nordfriesische Schriftsprache gab, aber auch daran, dass die vorwiegend schleswigholsteinisch (deutsch) eingestellten Friesen wenig Interesse hatten, die deutsche Hoheitssprache aufzugeben.
Ziel der Sprachreskripte war es, die Dominanz der deutschen Hoheitssprache zu brechen und den Sprachwechsel im südlichen Bereich anzuhalten, wobei man von dänischer Seite hoffte, das seit altersher dänischsprachige Mittelschleswig fester im dänischen Sprachgebiet einzubinden. Die Herausforderung war, dass die dänische Schriftsprache, die sich wesentlich vom Südjütischen unterscheidet, bis dahin unbekannt bei der Landbevölkerung war. Beim Festlegen des Geltungsbereiches der neuen Ordnung hatte man wohl auch wenig beachtet, dass der Sprachwechsel in den südlicheren Kirchspielen schon weit vorangeschritten war. Andererseits berichteten dänische Pastoren aber auch, dass das Einlehren der dänischen Schriftsprache den örtlichen Kindern leichter als die bisherige deutsche Schriftsprache fiel. Das Südjütische genieß wenig Achtung, und der politischen Gesinnung folgend empfanden viele Einwohner das Dänische nicht als eine Muttersprache, sondern wechselten demonstrativ noch stärker zu Deutsch. In der nationalistischen Presse der deutschen Länder wurde über Versuche einer "Danisierung" und Übergriffe auf eine deutsche Bevölkerung berichtet – der zuständige dänische Regierungsbeamte, der Nordschleswiger Theodor August Jes Regenburg, hatte auch selbst von Danisierung gesprochen. Das Thema der Sprachreskripte trug zur Verschärfung der Gegensätze im Auftakt zum zweiten deutsch-dänischen Krieg (1864) bei.
Weiter westlich, auf der schleswigschen Geest, hielt sich die südjütische Volkssprache etwas länger und war weniger politisch befangen. Um Viöl bildete sich eine Sprachinsel. Die letzte Sprecherin des Viöler Dänisch starb 1937.
Im grenznahen Gebiet zwischen Niebüll und Flensburg begann ein (heute noch nicht ganz vollzogener) Sprachwechsel erst in der Nachkriegszeit mit der Ansiedlung von Heimatvertriebenen sowie dem Programm Nord. Wie in Nordschleswig galt das Südjütische bis dahin als neutrale Sprache sowohl der deutsch- als auch der dänischgesinnten Einwohner.

#### Rückgang des Friesischen
Die nordfriesische Sprache zählte früher Varianten wie das Eiderstedter und Strander Friesisch. Noch im 20. Jahrhundert wechselten viele nordfriesische Gebiete teilweise oder vollständig zu Niederdeutsch. Viele Einwohner sind zwei- oder dreisprachig (Friesisch, Niederdeutsch, Hochdeutsch).

### Im Schulwesen
Zur Kultur- und Sprachpflege der dänischen Minderheit betreibt der Dänische Schulverein für Südschleswig 57 Kindergärten und 45 Schulen, darunter zwei Gymnasien und ein Internat mit zusammen 5678 Schülern sowie 2245 Kindern in den Kindergärten (Stand 2016). In all diesen Bildungsstätten wird auf Dänisch unterrichtet (außer im Fach Deutsch), aber die Abschlüsse werden auch vom deutschen Bildungssystem anerkannt.
Die nordfriesische Volksgruppe verfügt über kein entsprechendes eigenständiges Schulwesen, jedoch wird an vielen deutschen und dänischen Schulen Nordfrieslands Friesischunterricht angeboten. Die dänische Schule in Risum (Risem Schölj) wurde durch den Einsatz Marie Tångebergs ab den 1960er Jahren die erste friesische Muttersprachenschule.

### Ortsnamen
Die Ortsnamen im östlichen (zum Beispiel in Angeln und Schwansen) und zentralen Landesteil sind dänischer, im westlichen vorwiegend friesischer Herkunft. Im südlichsten Landesteil, entlang der Eider und südlich von Danewerk–Schleswig–Eckernförde, sind die Ortsnamen bis auf wenige Ausnahmen sächsischer (niederdeutscher) Herkunft, da die Besiedlung dieser Region erst im Hochmittelalter von Holstein aus erfolgte. Manche Ortsnamen haben später auch Formen in den anderen Sprachen erhalten, also gibt es hochdeutsche, niederdeutsche, dänische und friesische Bezeichnungen.
Nach Erlassen der Landesregierung von 1997 bzw. 2007 und dem Friesisch-Gesetz von 2004 sind zweisprachige Ortstafeln zugelassen. Diese können deutsch/friesisch, deutsch/dänisch oder hochdeutsch/niederdeutsch beschriftet sein. Die erste Gemeinde mit friesisch-zweisprachigen Ortstafeln war Kampen (Kaamp) auf Sylt, aber bereits zuvor hatte Risum-Lindholm (Risem-Lonham) inoffizielle Schilder. Deutsch/dänische Ortstafeln gibt es bislang nur in Flensburg (Flensborg) seit 2008 und Glücksburg (Lyksborg) seit 2016.
2005 versah die Deutsche Bahn die Bahnhöfe in Nordfriesland mit zweisprachigen Schildern; auch die Stationen der NEG (Niebüll-Dagebüll) sind inzwischen zweisprachig. Der Bahnhof Flensburg hat deutsch/dänische Stationsschilder.

## Politik
Neben den üblichen deutschen Parteien tritt auch die Regionalpartei Südschleswigscher Wählerverband als Sprachrohr der dänischen Minderheit und der Nationalen Friesen an, deren Verein Friisk Foriining etwa 600 Mitglieder hat. Nach SPD und CDU ist der SSW drittstärkste Partei im Landesteil – er erzielte bei den letzten Landtagswahlen bei den Erststimmen rd. 16 % in Flensburg und Umland, rd. 8 % in Nordfriesland, rd. 9 % um Schleswig und um 5 % im südlichen Schleswig zwischen Eckernförde und Rendsburg. Daneben gibt es in der Kommunalpolitik zahlreiche Wählergemeinschaften. Die „Wählergemeinschaft Nordfriesland“ ist auch im Kreistag von Nordfriesland vertreten.

## Wirtschaft
Der Landesteil Schleswig ist eine strukturschwache Region. Einen besonderen Stellenwert nehmen die Landwirtschaft und der Tourismus ein. Gerade die Küsten Nordfrieslands und die vorgelagerten Inseln und Halligen sowie die Schleiregion sind beliebte Urlaubsziele. In Flensburg und Rendsburg bestehen größere Werftbetriebe. Eine große Zahl an Militärstützpunkten schaffte einen bedeutenden Anteil an Arbeitsplätzen, die jedoch infolge von Standortschließungen seit Ende des Kalten Krieges stark zurückgegangen sind.

## Religion
Viele Schleswiger sind Mitglied der evangelischen (Nordelbischen Kirche). Daneben gibt es Katholiken, eine dänische Kirche (ebenfalls evangelisch-lutherisch), Freikirchler, Muslime und Juden.

## Region Sønderjylland-Schleswig
Um die grenzüberschreitende Zusammenarbeit zu fördern, wurde 1997 der Regionalrat Schleswig-Sønderjylland gegründet. An der Zusammenarbeit beteilig(t)en sich auf deutscher Seite die Kreise Nordfriesland, Schleswig-Flensburg und die Stadt Flensburg sowie auf dänischer Seite die Kommunen Aabenraa, Haderslev, Sønderborg und Tønder, die zusammen in etwa dem damaligen Bezirk Sønderjyllands Amt entsprechen. Der Kreis Rendsburg-Eckernförde ist dem Regionalrat nicht beigetreten und arbeitet stattdessen in der Kiel Region (Großraum Kiel) mit.

## Geschichte

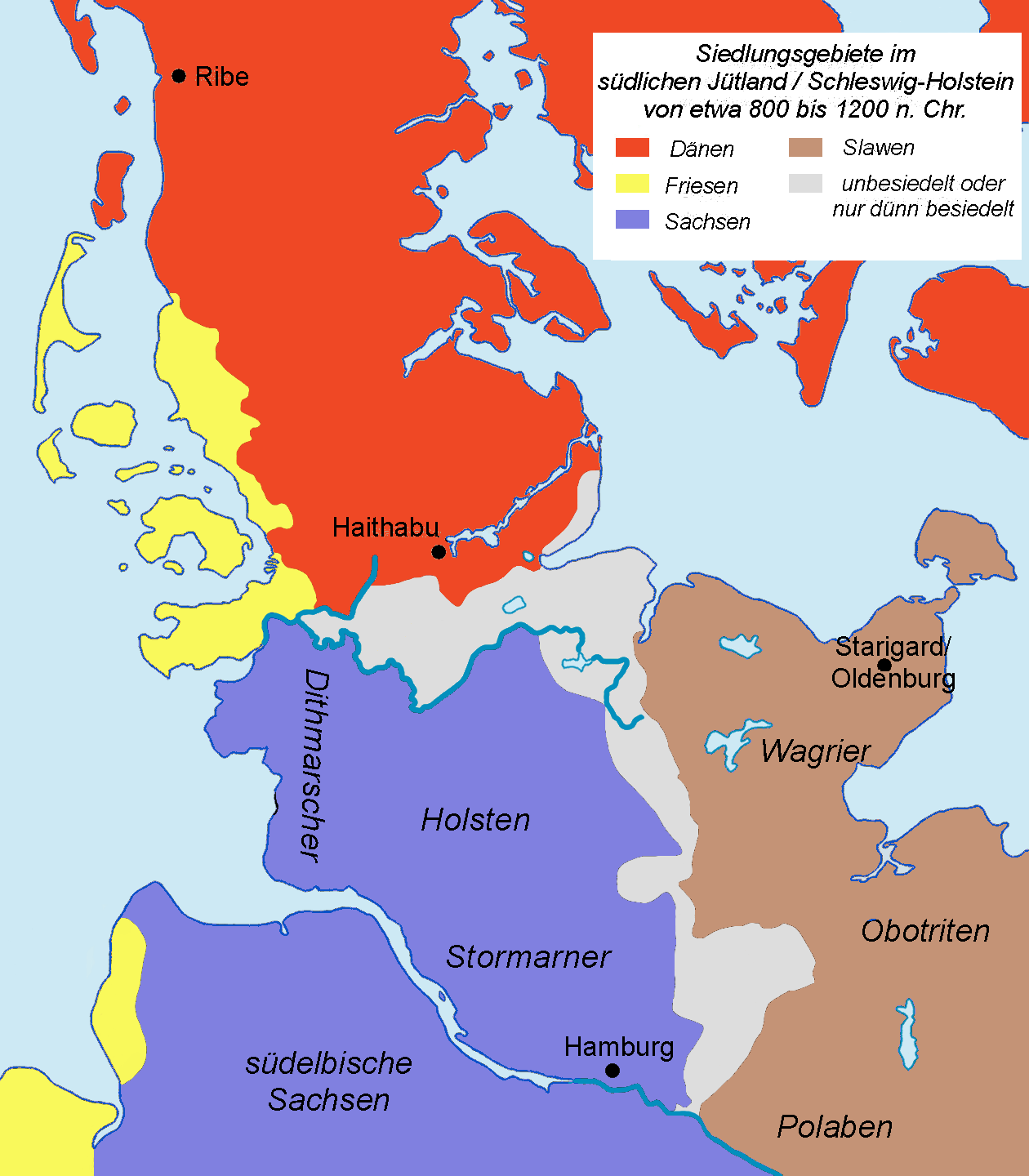
Siedlungsgebiete zwischen 800 und 1100 im heutigen Schleswig-Holstein

Bis 1864 war die Eider und die Levensau bzw. der damalige Eiderkanal noch Grenze zwischen dem Königreich Dänemark bzw. ab etwa 1200 dem Herzogtum Schleswig und dem Herzogtum Holstein (Teil des Deutschen Bundes und vorher des Heiligen Römischen Reiches). Die Königsau bildete ab etwa 1200 die Nordgrenze des Herzogtums Schleswig zum Königreich Dänemark.
Der Landesteil Schleswig war zunächst Siedlungsgebiet von Dänen und Friesen. Heute ist es der deutsche Teil des ehemaligen Herzogtums Schleswig, das sich um 1200 als königlich-dänisches Lehen herausbildete und seit 1386 in herrschaftlicher Verbindung mit Holstein stand und seit dem Vertrag von Ripen von 1460 durch eine Personalunion mit Dänemark verbunden war (Sekundogenitur). Beide Herzogtümer wurden von der „Deutschen Kanzlei“ bzw. „Schleswig-Holsteinischen Kanzlei“ in Kopenhagen in deutscher Sprache verwaltet, während das eigentliche Königreich von der „Dänischen Kanzlei“ in dänischer Sprache verwaltet wurde. Holstein war seit 1815 Teil des deutschen Bundes, Schleswig jedoch nicht.

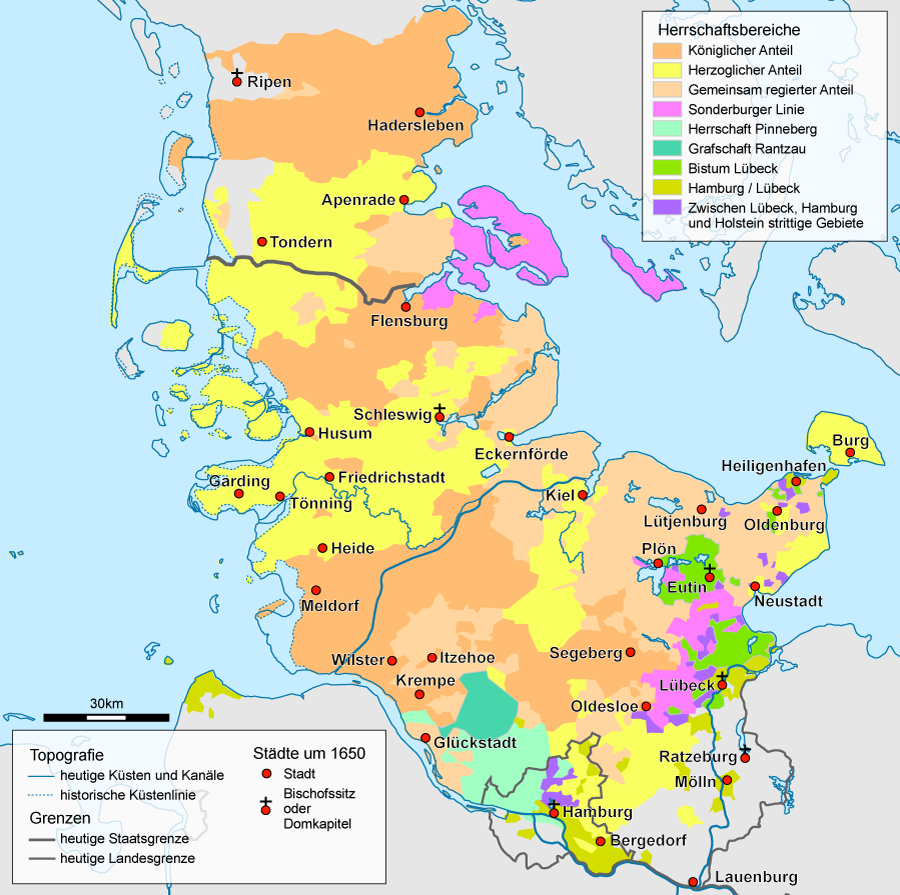
Darstellung der königlichen, herzoglichen und gemeinsam regierten Teile in den Herzogtümern Schleswig und Holstein um 1650

1544 fanden in den Herzogtümern Schleswig und Holstein Landesteilungen statt, mit denen König Christian III. seine Halbbrüder Johann den Älteren und Adolf I. entschädigte. Es entstanden jeweils königliche, herzogliche und gemeinsam regierte Landesteile. Mit Adolf I. wurden die Gottorfer Anteile begründet. Die Gottorfer entzweiten sich während des Dreißigjährigen Krieges jedoch zunehmend von Dänemark. Herzog Friedrich III. kam so seiner Beistandspflicht für Christian IV nicht mehr nach und näherte sich außenpolitisch Schweden an. Nach dem Dänisch-Schwedischen Krieg (1655–1660) erreichten die Gottorfer in ihren Anteilen im Herzogtum Schleswig Souveränität, waren dort also nicht mehr dem dänischen König als Lehnsherrn verpflichtet. 1713 wurde der Gottorfer Anteil jedoch von dänischen Truppen besetzt (von zuvor auch schon von 1675 bis 1679 und von 1684 bis 1689) und nach dem Ende des Großen Nordischen Krieges 1721 in den königlichen Anteil eingegliedert.
Das Herzogtum Holstein, das ein Lehen des Heiligen Römischen Reiches Deutscher Nation war, stand dem König von Dänemark als deutschem Fürst zu. Es wurde entsprechend 1815 Mitgliedsstaat des Deutschen Bundes und war als solcher staatsrechtlich kein Teil des Königreiches Dänemark. Das Herzogtum Schleswig war dagegen ein dänisches Lehen, es gehörte weder zum Heiligen Römischen Reich Deutscher Nation, noch später zum Deutschen Bund. Landesherr in beiden Herzogtümern oder in Anteilen der beiden Herzogtümer war indessen der dänische König in Personalunion, was bedeutete, dass der dänische König im Herzogtum Schleswig zugleich Lehnsherr (als dänischer König) als auch Vasall (als schleswigscher Herzog) in einer Person war und ihm als Herzog von Holstein ein Sitz in der deutschen Bundesversammlung zustand.
Schleswigs Stellung zwischen Dänemark und einem künftigen vereinigten Deutschland war in der Zeit der Ausbildung der Nationalstaaten im 19. Jahrhundert wiederholt umstritten. 1830 veröffentlichte der Sylter Landvogt und Jurist Uwe Jens Lornsen einen Vorschlag zu einer liberalen gemeinsamen schleswig-holsteinischen Verfassung, nach Lornsen sollten nur „König und Feind“ noch mit Dänemark gemeinsam sein. Ihm gegenüber stand der dänischgesinnte Jurist Christian Paulsen, der die staatsrechtliche Verbindung Schleswigs mit Dänemark betonte Lornsen wurde beim Kriminalgericht Gottorf wegen Hochverrats abgesetzt und zu einem Jahr Haft verurteilt, was der Ansatzpunkt einer deutsch-gerichteten Bewegung war, welche die Vereinigung der beiden Herzogtümer in einem deutschen Staat forderte.

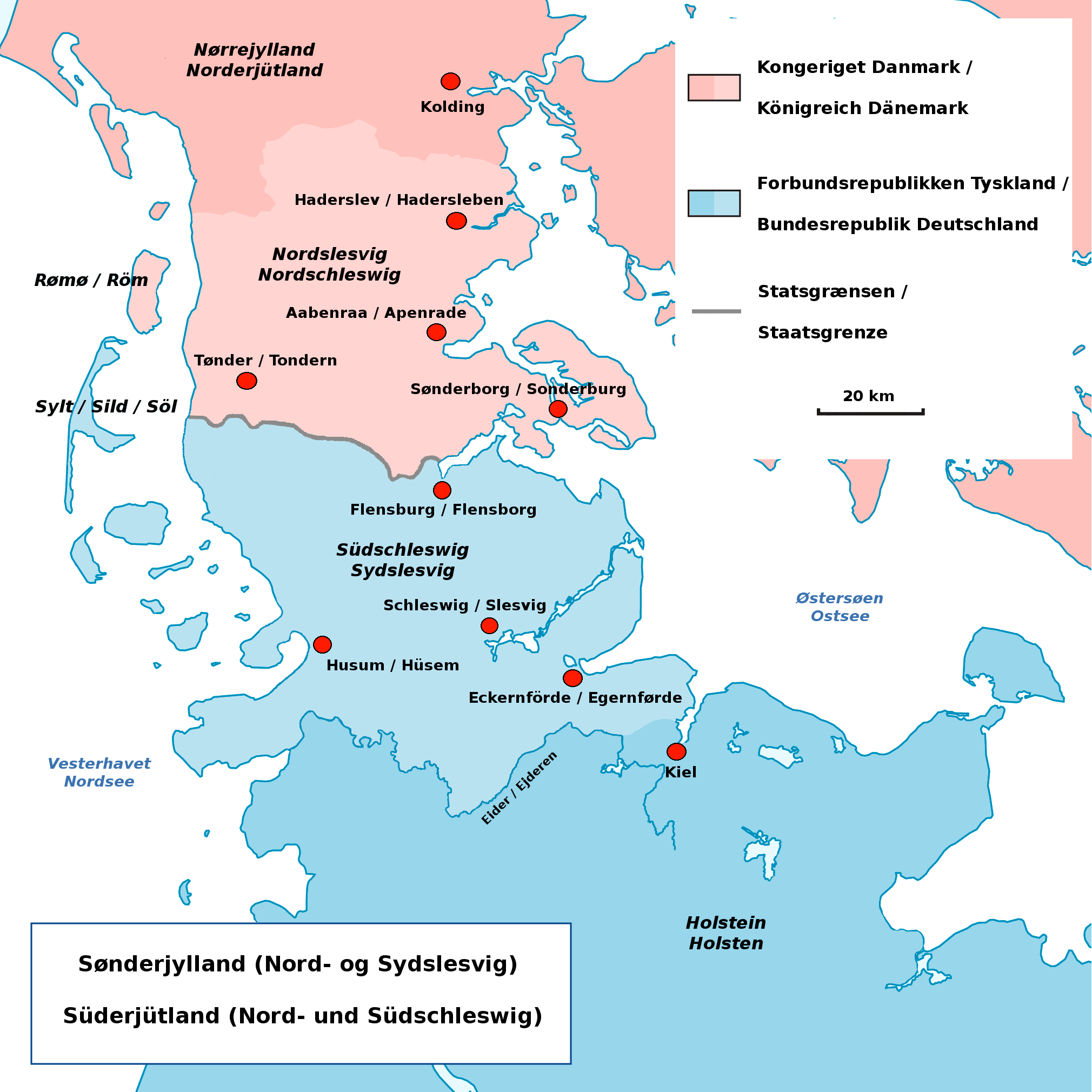
Das heutige Nord- und Südschleswig mit mehrsprachigen Ortsnamen

Der dänische König Christian VIII. war noch bemüht den Dänischen Gesamtstaat zu erhalten. Der von ihm angeregte Entwurf für eine gemäßigt-liberale Gesamtstaatsverfassung wurde am 28. Januar 1848 von seinem Nachfolger Friedrich VII. veröffentlicht. Jedoch kam es bereits zwei Monate später unter dem Eindruck der französischen Februarrevolution zur Märzrevolution in Kopenhagen, die zum Ende des bisherigen aufgeklärt-absolutistischen Modell führte und den dänischen Nationalliberalen erstmals einen entscheidenden Einfluss auf die Regierungsarbeit gab. Dies führte in Kiel zu dem Gerücht, der König sei vom Pöbel gefangen genommen, woraufhin deutschorientierte Bürger eine Provisorische Regierung in Kiel errichteten. Sowohl die Provisorische Regierung in Kiel als auch die neue Kopenhagener Regierung waren von einem Dualismus von (national-)liberalen und konservativen Vertretern geprägt. Die deutschen und dänischen Nationalliberalen entsprachen sich in ihren Forderungen nach bürgerlichen Freiheitsrechten und standen beide im Gegensatz zum paternalistisch ausgerichteten und multiethnischen Gesamtstaat, hatten jedoch in der nationalen Frage um Schleswig völlig gegenteilige Interessen. Während die deutschen Nationalliberalen Schleswig mit Holstein vereinigen und in einen zu bildenden deutschen Nationalstaat aufgehen lassen wollten, war es die Absicht der dänischen Nationalliberalen Schleswig in einen zu bildenden dänischen Nationalstaat zu integrieren. Beides hätte das Ende des bisherigen Gesamtstaates bedeutet. In Folge kam es mit der Schleswig-Holsteinischen Erhebung (Treårskrigen) von 1848 bis 1851 zum ersten Schleswigschen Krieg, der schließlich mit einem Status-quo endete. Unter dem Druck der europäischen Großmächte wurde der Krieg jedoch letztlich mit dem für beide Seiten unbefriedigenden Status-quo ante beendet, in dem die nationale Zugehörigkeit Schleswigs unbeantwortet blieb. Im Londoner Protokoll von 1852 wurde das Weiterbestehen des dänischen Gesamtstaates als europäische Notwendigkeit festgehalten, zugleich sollte das Herzogtum Schleswig nicht stärker als Holstein an das eigentliche Königreich Dänemark gebunden werden. Schleswig verblieb als dänisches Lehen, während Holstein im Deutschen Bund verblieb, jedoch zugleich in dänischer Personalunion.
Nach der Ablehnung der Gesamtstaatsverfassung von 1855 durch die Ständeversammlung in Holstein und den Deutschen Bund im Jahr 1858 verabschiedete der dänische Reichsrat im November 1863 die sogenannte Novemberverfassung, die Schleswig administrativ näher an Dänemark band und im gleichen Monat auch vom neuen dänischen König Christian IX. unterzeichnet wurde; in diesem Zusammenhang verlor beispielsweise Theodor Storm seine Akkreditierung als Rechtsanwalt in Husum wegen unzureichender Dänischkenntnisse. Diesen Bruch des Londoner Protokolls führte im Dezember 1863 zunächst zu einer kampflosen Bundesexekution des Deutschen Bundes gegen die Bundesstaaten Holstein und Lauenburg. Am 1. Februar 1864 überschritten schließlich preußische und österreichische Truppen die Eidergrenze, womit der Deutsch-Dänischen Krieg und somit der zweite Krieg um Schleswig eingeleitet wurde. Der Deutsche Bund selbst war in den Deutsch-Dänischen Krieg nicht eingebunden. Stattdessen kritisierte der Bundestag die Politik Österreichs und Preußens mehrmals als rechtswidrig und die Bundesstaaten Bayern und Sachsen verwehrten den österreichischen Truppen Bahntransporte durch ihr Gebiet.

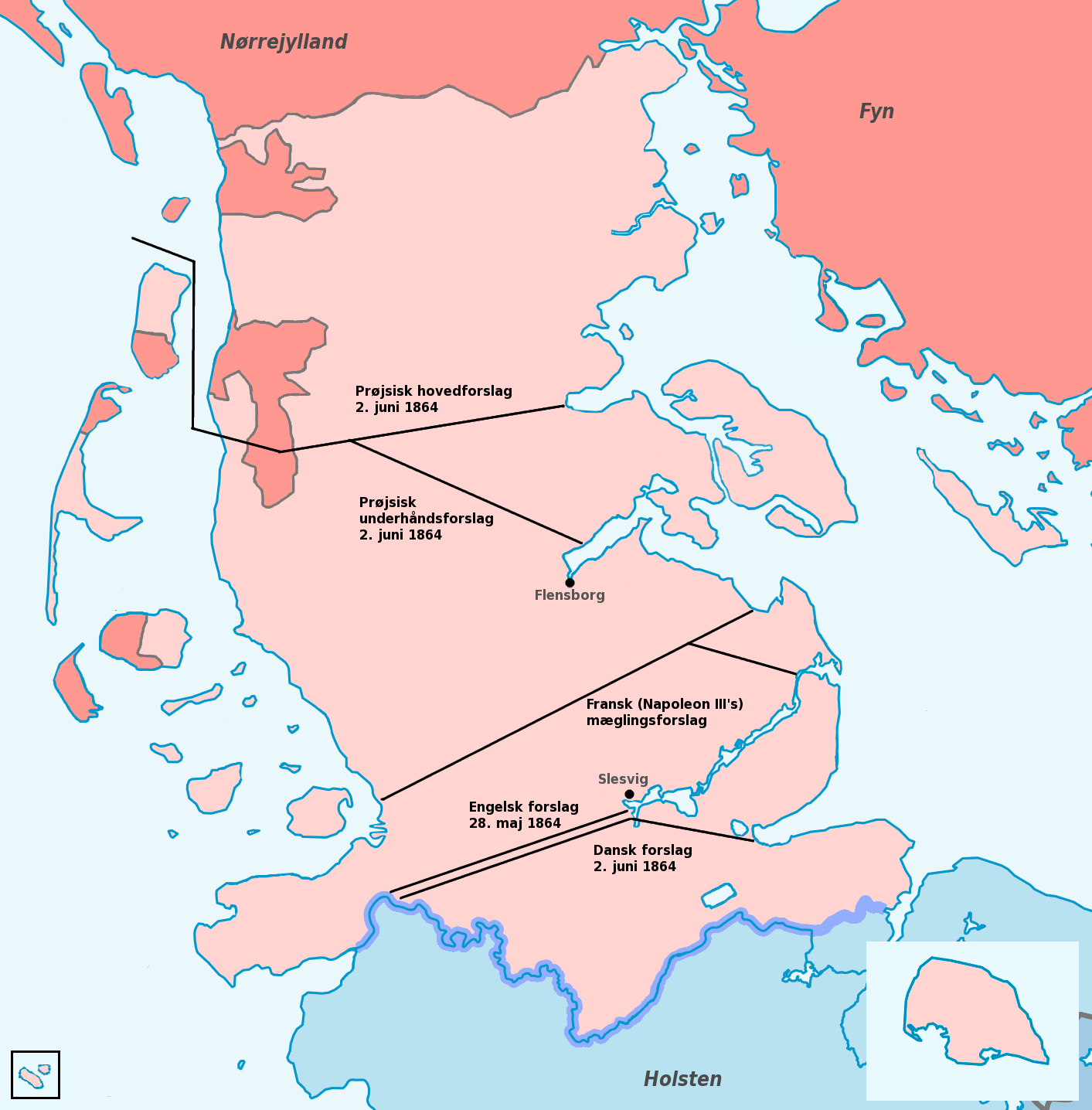
Vorschläge für eine Teilung Schleswigs

Während eines Waffenstillstandes im Frühjahr 1864 kam es auf der Konferenz von London zu einem Versuch den Krieg mit diplomatischen Mitteln zu beenden. Die Verhandlungen konzentrierten sich bald auf eine mögliche Teilung Schleswigs. Die preußische Seite offerierte die Grenzlinie Apenrade-Tondern, während die dänische Seite die Grenzlinie Tönning-Danewerk-Eckernförde anbot. Ein Kompromiss wie die Teilung an der Schlei oder auf einer Linie Gelting-Husum wie von Großbritannien und Frankreich offeriert, konnten keine Zustimmung der kriegsführenden Parteien finden. Nach dem ergebnislosen Ende der Londoner Konferenz wurden die Kämpfe wieder aufgenommen und endeten im Oktober 1864 mit einem Sieg für Preußen und Österreich, in dessen Folge das Ende des Dänischen Gesamtstaates stand. Holstein und Schleswig wurden von der dänischen Hoheit entbunden und wurden zunächst gemeinsam von Preußen und Österreich als Kondominium verwaltet. Nach der Gasteiner Konvention 1865 geriet Schleswig unter preußische Verwaltung, bevor es 1866 nach dem Deutschen Krieg von Preußen annektiert und 1867 mit Holstein zur preußischen Provinz Schleswig-Holstein vereint wurde. 1876 folgte die Eingliederung des bis dahin von Preußen in Personalunion regierten Herzogtum Lauenburg als Kreis Herzogtum Lauenburg in die gemeinsame Provinz.
Der Prager Frieden von 1866 beinhaltete auf Intervention Napoleon III. in Artikel 5 zwar eine geplante Volksabstimmung über die endgültige nationale Zugehörigkeit Nordschleswigs. Die Dänemark begünstigende Klausel wurde jedoch von Preußen und Österreich 1878 einvernehmlich annulliert. Im deutsch-dänischen Optantenvertrag 1907 erkannte schließlich auch Kopenhagen die Grenzziehung von 1864 an.
Nach dem von Deutschland verlorenen Ersten Weltkrieg, in dem Dänemark neutral geblieben war, setzte der Versailler Friedensvertrag eine Volksabstimmung fest. Die Teilung des Abstimmungsgebietes in zwei Zonen, deren nördliche en-bloc gewertet wurde, das heißt aus der Gemeinden mit deutscher Mehrheit nicht herausgetrennt werden sollten, führte zu einer leichten Bevorzugung der dänischen Seite.
– siehe Artikel Volksabstimmung in Schleswig –
| Zone     | für Dänemark | für Dänemark | für Deutschland | für Deutschland |
| Zone     | Stimmen      | Prozent      | Stimmen         | Prozent         |
| I        | 75.431       | 74,9         | 25.329          | 25,1            |
| II       | 12.800       | 19,8         | 51.742          | 80,2            |
| zusammen | 88.231       | 53,4         | 77.071          | 46,6            |

Seither entspricht die deutsch-dänische Grenze etwa der Sprachgrenze.
Der südliche Teil Schleswigs, der aus der zweiten Abstimmungszone sowie den für eine Abstimmung nicht vorgesehenen südlichen Landstrichen Schleswigs bestand, blieb bei Deutschland und bildet zusammen mit dem Landesteil Holstein seit 1946 das Land Schleswig-Holstein.